# Grande Prêmio do Brasil de 1981
Resultados do Grande Prêmio do Brasil de Fórmula 1 realizado em Jacarepaguá em 29 de março de 1981. Segunda etapa do campeonato, nele o argentino Carlos Reutemann venceu em circunstâncias controversas, pois ignorou as ordens da Williams para ceder a ponta a Alan Jones, seu companheiro de equipe e líder do campeonato que, mesmo terminando em segundo, recusou-se a subir ao pódio.
A mudança para o Rio de Janeiro foi motivada pela preocupação com a segurança no extenso traçado do Autódromo de Interlagos e também devido à crescimento das favelas em São Paulo, fato contrastante com a imagem glamourosa da categoria.

## Classificação da prova
| Pos. | Nº | Piloto              | Construtor      | Voltas | Tempo/Diferença        | Grid | Pontos |
| ---- | -- | ------------------- | --------------- | ------ | ---------------------- | ---- | ------ |
| 1    | 2  | Carlos Reutemann    | Williams-Ford   | 62     | 2:00:23.66             | 2    | 9      |
| 2    | 1  | Alan Jones          | Williams-Ford   | 62     | + 4.44                 | 3    | 6      |
| 3    | 29 | Riccardo Patrese    | Arrows-Ford     | 62     | + 1:03.08              | 4    | 4      |
| 4    | 14 | Marc Surer          | Ensign-Ford     | 62     | + 1:17.03              | 18   | 3      |
| 5    | 11 | Elio de Angelis     | Lotus-Ford      | 62     | + 1:26.42              | 10   | 2      |
| 6    | 26 | Jacques Laffite     | Ligier-Matra    | 62     | + 1:26.83              | 16   | 1      |
| 7    | 25 | Jean-Pierre Jarier  | Ligier-Matra    | 62     | + 1:30.25              | 23   |        |
| 8    | 7  | John Watson         | McLaren-Ford    | 61     | + 1 volta              | 15   |        |
| 9    | 20 | Keke Rosberg        | Fittipaldi-Ford | 61     | + 1 volta              | 12   |        |
| 10   | 33 | Patrick Tambay      | Theodore-Ford   | 61     | + 1 volta              | 19   |        |
| 11   | 12 | Nigel Mansell       | Lotus-Ford      | 61     | + 1 volta              | 13   |        |
| 12   | 5  | Nelson Piquet       | Brabham-Ford    | 60     | + 2 voltas             | 1    |        |
| 13   | 4  | Ricardo Zunino      | Tyrrell-Ford    | 57     | + 5 voltas             | 24   |        |
| NC   | 3  | Eddie Cheever       | Tyrrell-Ford    | 49     | Não classificado       | 14   |        |
| NC   | 23 | Bruno Giacomelli    | Alfa Romeo      | 40     | Não classificado       | 6    |        |
| Ret  | 27 | Gilles Villeneuve   | Ferrari         | 25     | Turbo                  | 7    |        |
| Ret  | 6  | Hector Rebaque      | Brabham-Ford    | 22     | Rodou                  | 11   |        |
| Ret  | 15 | Alain Prost         | Renault         | 20     | Colisão                | 5    |        |
| Ret  | 30 | Siegfried Stohr     | Arrows-Ford     | 20     | Acidente               | 21   |        |
| Ret  | 28 | Didier Pironi       | Ferrari         | 19     | Colisão                | 17   |        |
| Ret  | 8  | Andrea de Cesaris   | McLaren-Ford    | 9      | Motor                  | 20   |        |
| Ret  | 16 | René Arnoux         | Renault         | 0      | Colisão                | 8    |        |
| Ret  | 22 | Mario Andretti      | Alfa Romeo      | 0      | Colisão                | 9    |        |
| Ret  | 21 | Chico Serra         | Fittipaldi-Ford | 0      | Colisão                | 22   |        |
| DNQ  | 9  | Jan Lammers         | ATS-Ford        |        |                        |      |        |
| DNQ  | 32 | Beppe Gabbiani      | Osella-Ford     |        |                        |      |        |
| DNQ  | 31 | Miguel Angel Guerra | Osella-Ford     |        |                        |      |        |
| DNQ  | 18 | Eliseo Salazar      | March-Ford      |        |                        |      |        |
| DNQ  | 17 | Derek Daly          | March-Ford      |        |                        |      |        |
| DNS  | 14 | Ricardo Londoño     | Ensign-Ford     |        | Carro entregue a Surer |      |        |

## Tabela do campeonato após a corrida
| Pos. | Piloto           | Pontos |
| ---- | ---------------- | ------ |
| 1    | Alan Jones       | 15     |
| 2    | Carlos Reutemann | 15     |
| 3    | Nelson Piquet    | 4      |
| 4    | Riccardo Patrese | 4      |
| 5    | Mario Andretti   | 3      |

| Pos. | Equipe        | Pontos |
| ---- | ------------- | ------ |
| 1    | Williams-Ford | 30     |
| 2    | Brabham-Ford  | 4      |
| 3    | Arrows-Ford   | 4      |
| 4    | Alfa Romeo    | 3      |
| 5    | Ensign-Ford   | 3      |

- Nota: Somente as primeiras cinco posições estão listadas. Entre 1981 e 1990 cada piloto podia computar onze resultados válidos por temporada não havendo descartes no mundial de construtores.

## Leia também
- Lang, Mike (1992). Grand Prix! Vol 4. [S.l.]: Haynes Publishing Group. pp. 23–25. ISBN 0-85429-733-2